# وزارة المالية (روسيا)

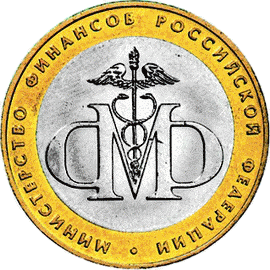
ختم وزارة المالية الروسية على العملة.

وزارة المالية في الاتحاد الروسي (بالروسية: Министерство финансов Российской Федерации, Минфин России, MinFin) هي وزارة اتحادية، مسؤولة عن السياسة المالية العامة والإدارة العامة في مجال تمويل الاتحاد الروسي. للوزارة سلفان، وأبرزها وزارة المالية (الاتحاد السوفيتي) التي هي نفسها خليفة لوزارة المالية في الإمبراطورية الروسية. يوجد مقر الوكالة في شارع إيلينكا 9 في موسكو.
يشغل أنطون سيلوانوف منصب وزير المالية الحالي للاتحاد الروسي منذ سبتمبر 2011.

## التاريخ
تم إنشاء مجلس إدارة الخزانة في روسيا بموجب المرسوم الإمبراطوري لكاترين الثانية في 24 أكتوبر 1780 باعتباره حملة إيرادات الدولة، والتي كانت في الواقع بداية إنشاء سلطة مالية للدولة في روسيا.
بيان الإمبراطور ألكسندر الأول «بناء على موافقة الوزارات» تم تأسيس عدة وزارات، بما في ذلك وزارة المالية في الإمبراطورية الروسية.
في الاتحاد السوفيتي، تم تغيير اسم الوزارة إلى وزارة المالية (MOF USSR)، التي تجمع بين خزانة الجمهوريات السوفياتية، ولا سيما وزارة المالية في روسيا الاتحادية الاشتراكية السوفيتية.
كانت وزارة المالية في جمهورية روسيا الاتحادية الاشتراكية السوفياتية جزءاً من مجلس وزراء روسيا الاتحادية الاشتراكية السوفياتية وكانت تحت سلطة وزارة المالية السوفياتية التابعة لمجلس وزراء الاتحاد السوفيتي، الاسم الرسمي للحكومة السوفيتية.
بموجب مرسوم صادر عن رئيس جمهورية روسيا الاتحادية الاشتراكية السوفياتية في 11 نوفمبر 1991 (المرسوم الرئاسي № 190) تم دمج وزارة المالية مع وزارة الاقتصاد وكانت الوزارة الجديدة تسمى وزارة الاقتصاد والمالية في جمهورية روسيا الاتحادية. بموجب قرار حكومة جمهورية روسيا الاتحادية الاشتراكية السوفيتية (لاحقًا حكومة روسيا) من 15 نوفمبر 1991 (القرار رقم 8)، تمت تصفية وزارة المالية ونقل أعمالها ومنظماتها إلى وزارة الاقتصاد والمالية الروسية جمهورية الاتحاد السوفيتي الاشتراكي.
من 25 ديسمبر 1991 إلى 19 فبراير 1992، كانت الوزارة تسمى وزارة الاقتصاد والمالية. بموجب المرسوم الرئاسي الصادر في 19 فبراير 1992 - 156، تم تقسيمها مرة أخرى إلى وزارتين - وزارة الاقتصاد والمالية.
بسبب أزمة القرم 2014، استهدف عدد من الدول الغربية فرض عقوبات على روسيا، مع حظر المعاملات المالية الشخصية من قبل بعض الأفراد الروس. وكان من بين هؤلاء الأفراد المعاقبين أركادي روتنبرغ وبوريس روتنبرغ، الذين صادفوا أيضًا أنهم مساهمون في بعض البنوك الروسية. في 24 مارس رفضت ماستركارد و‌فيزا السماح بالمعاملات في هذه البنوك لعدة ساعات، ظاهرياً لأنها أساءت تفسير وثيقة العقوبات. صرّح أنطون سيلوانوف، وزير المالية الحالي في ذلك الوقت، للصحفيين في 26 مارس بأنه أعاد إحياء خطط تطوير نظام دفع روسي بديل للبطاقات لخفض اعتماده على فيزا وماستركارد بعد هذه الاضطرابات في خدمتهما. وقال سيلوانوف إن «تقييد المدفوعات بواسطة فيزا وماستركارد في أحد البنوك جعلنا نبدأ في التفكير بجدية بالغة في كيفية تأمين أنفسنا ضد هذا النوع من الحالات». وافق الرئيس فلاديمير بوتين في اليوم التالي في مؤتمر مع المشرعين: "لم يكن هذا قرارنا. نحن بحاجة للدفاع عن مصالحنا. وسنفعل ذلك. إنه لأمر سيء للغاية أن بعض الشركات قد قررت فرض قيود على شركة التدقيق أعتقد أن هذا سيؤدي ببساطة إلى فقدانهم لبعض شرائح السوق - سوق مربحة للغاية."

## الهيكل

### الإدارات
- قسم الإدارة والرقابة
- قسم سياسة الميزانية ومنهجيتها
- قسم السياسة الضريبية والجدول الجمركي
- وزارة ديون الدولة والأصول المالية للدولة
- قسم السياسة المالية
- قسم الميزانيات الإقليمية
- قسم تنظيم الرقابة المالية للدولة والتدقيق والمحاسبة والسجلات
- قسم القانون
- إدارة سياسة الموازنة في مجال الخدمة العسكرية وإنفاذ القانون والنظام الدفاعي للدولة
- القسم الإداري
- قسم سياسة الميزانية في مجال الرعاية الاجتماعية والعلوم
- إدارة سياسة الموازنة في مجال إدارة الدولة، الخدمة القضائية والعامة
- قسم تطوير وتنفيذ الموازنة الفيدرالية
- قسم العلاقات المالية الدولية
- قسم تكنولوجيا المعلومات في مجال الموازنة وإدارة التمويل الحكومي والمحلي
- إدارة سياسة الموازنة في مجال النقل والطرق والموارد الطبيعية والزراعة
- قسم سياسة الموازنة في مجال الابتكار، الصناعة المدنية، الطاقة، التواصل والشراكة بين القطاعين العام والخاص

### السلطات التابعة
- دائرة الضرائب الفيدرالية
- الخدمة الفيدرالية للإشراف المالي والميزانية
- الخدمة الفيدرالية للرقابة على التأمين
- الخزانة الروسية [الروسية]
- غوكران الروسية [الروسية]
- غوزناك [الروسية]

## وصلات خارجية
- وزارة المالية في الاتحاد الروسي
- وزارة المالية في الاتحاد الروسي (بالروسية)